# Partidul Social-Liberal
Sociálně-liberální strana (rumunsky Partidul Social-Liberal, PSL) byla sociálně liberální politická strana v Moldavsku. Vznikla v roce 2001. Předsedou strany byl Dr. Oleg Serebrian. V posledních volbách do parlamentu (2005) strana získala 3 ze 101 křesel. Strana zanikla 10. února 2008 sloučením s Partidul Democrat din Moldova (PDM). Oleg Serebrian se stal místopředsedou PDM.